# کوروش‌اوی‌فالو
کوروش‌اوی‌فالو (به مجاری:  Körösújfalu) یک منطقهٔ مسکونی در مجارستان است که در ناحیه سگ‌هالوم واقع شده‌است. کوروش‌اوی‌فالو ۲۵٫۳۱ کیلومتر مربع مساحت و ۴۴۸ نفر جمعیت دارد.